# Hermann Albrecht (Schiedsrichter)
Hermann Albrecht (* 1. September 1961 in Schwarzerd, Gemeinde Buchenberg) ist ein ehemaliger deutscher Fußballschiedsrichter.

## Sportlicher Werdegang
Zunächst war Albrecht als Torwart für die SpVgg Kaufbeuren aktiv. Von einem ihm bekannten Schiedsrichter eines B-Jugend-Spiels im Herbst 1977 in Kaufbeuren inspiriert, legte Albrecht im Frühjahr 1978 selbst die Prüfung zum Fußballschiedsrichter ab. 1980 beendete er seine aktive Karriere und konzentrierte sich fortan auf die Tätigkeit als Schiedsrichter.
Im Jahr 1984 wurde Albrecht für die bayrische Amateur-Oberliga nominiert; ab 1985 agierte er als DFB-Schiedsrichter, sodass er zwischen 1985 und 1987 als Schiedsrichter-Assistent im Gespann mit Winfried Buchhart und Manfred Amerell in der ersten und zweiten Bundesliga aktiv war. Ab 1987 leitete er dann als Schiedsrichter Spiele der Zweiten Bundesliga. Am 16. August 1989 gab Albrecht im Spiel 1. FC Köln gegen 1. FC Kaiserslautern sein Debüt in der ersten Bundesliga; seitdem leitete er dort bis zum Jahr 2005 insgesamt 193 Spiele. Von Dezember 1992 bis 2003 war Albrecht FIFA-Schiedsrichter.
Neben der Leitung von A-Länderspielen und Europapokalspielen nahm er 1993 an der Universiade in den USA, 1994 an der U-16-EM in Irland und 1995 an der U-20-WM in Katar teil. 1996 war er Ersatzschiedsrichter bei der Europameisterschaft in England im Team von Hellmut Krug, kam dort aber nicht zum Einsatz. In der Saison 2000/01 leitete Albrecht das Finale des DFB-Pokals zwischen dem FC Schalke 04 und dem 1. FC Union Berlin (Endstand 2:0).

## Privatleben
Albrecht ist Diplom-Verwaltungswirt (FH) und Leiter des Rechnungsprüfungsamtes bei der Stadt Kaufbeuren.